# Lamia

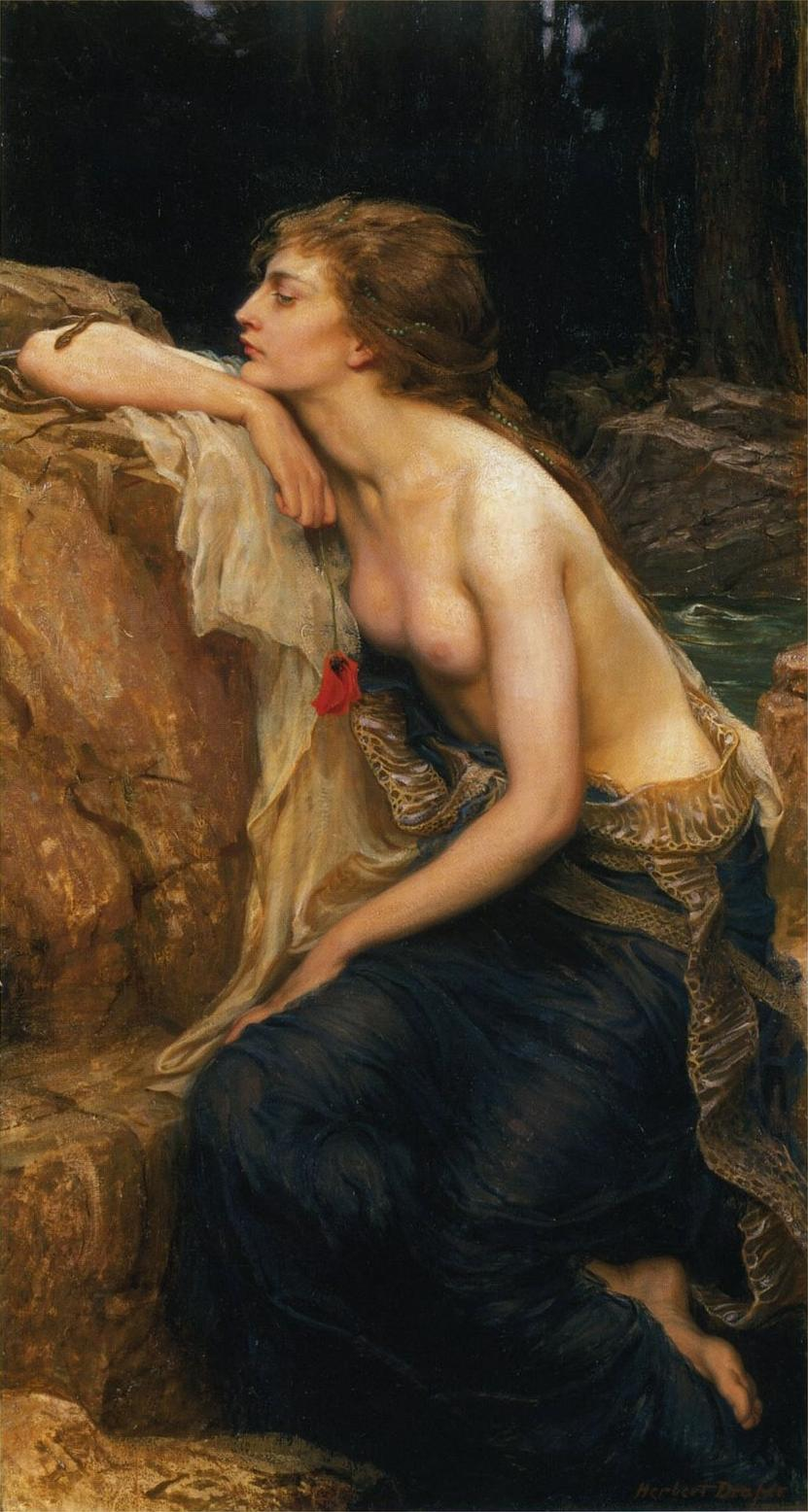
Lamia di Herbert James Draper, 1909

Nella mitologia greca, Lamia (in greco antico Λάμια) era il nome di una donna tramutata in creatura mostruosa.
Nella tradizione successiva si parlò anche di lamie, al plurale, come figure femminili in parte umane e in parte animali, rapitrici di bambini oppure fantasmi seduttori che adescavano giovani uomini per poi nutrirsi del loro sangue e della loro carne (risultando simili ai vampiri). Esse furono chiamate anche Empuse, sebbene il mito di queste ultime, figlie o serve di Ecate, fosse in origine distinto. Nel medioevo il termine venne usato come generico sinonimo di strega.

## Antichità

### Mito classico
Nel mito, Lamia era la bellissima regina della Libia, figlia di Belo a sua volta figlio di Posidone. Di lei si innamorò Zeus, provocando la rabbia di Era, che si vendicò uccidendo i figli che suo marito ebbe da Lamia. Lamia impazzì per il dolore e divenne un mostro dedito a uccidere i figlioletti altrui. Inoltre, Era l'avrebbe anche privata della capacità di dormire, così da avere sempre davanti agli occhi l'immagine dei suoi figli uccisi: allora avrebbe ottenuto da Zeus la capacità di levarsi gli occhi dalle orbite e rimetterli a proprio piacere. 
Esisteva anche un'altra versione, riportata da un frammento dei Corinthiaca di Eumelo di Corinto, che fa di Lamia la figlia di Poseidone e madre di Sibilla, la quale nel poema narrava la contesa tra Poseidone ed Elio che avrebbe in seguito portato alla fondazione e alla celebrazione dei giochi istmici; un frammento di Stesicoro testimonia invece come la regina libica fosse considerata madre di Scilla. La tradizione che vuole Lamia figlia di Poseidone è attestata da diversi autori, tra cui Varrone, Plutarco, Pausania, ed era nota anche ad Euripide: in questa tradizione mitica “corinzia” non c'era alcun riferimento alla mostruosità né alla tragica vicenda della Lamia di Belo; anzi, a differenza di quella del mito libico, sembrerebbe possedere tratti positivi, in quanto legata alla genealogia e alla leggenda gloriosa di Corinto.

### Età ellenistica
In età ellenistica, Lamia divenne semplicemente una figura di spauracchio, rievocato dalle madri o dalle balie per spaventare i bambini. Tale pratica è attestata da Diodoro Siculo e altre fonti.
Anche il poeta latino Orazio, nel I secolo a.C., fa riferimenti simili a Lamia: nell'Ars Poetica descrive le lamie come esseri mostruosi, capaci di ingoiare bambini e di restituirli ancora intatti se si squarcia loro il ventre.

### Successivi sviluppi
In epoca ancora successiva, dal I secolo d.C. in poi, Lamia divenne la figura di una seduttrice, che attirava i giovani uomini per poi divorarli.
È possibile che questa interpretazione sia stata facilitata anche dall'esistenza di figure storicamente esistite che ebbero questo nome, in particolare Lamia, etera ateniese amante di Demetrio I Poliorcete re di Macedonia.

## Medioevo

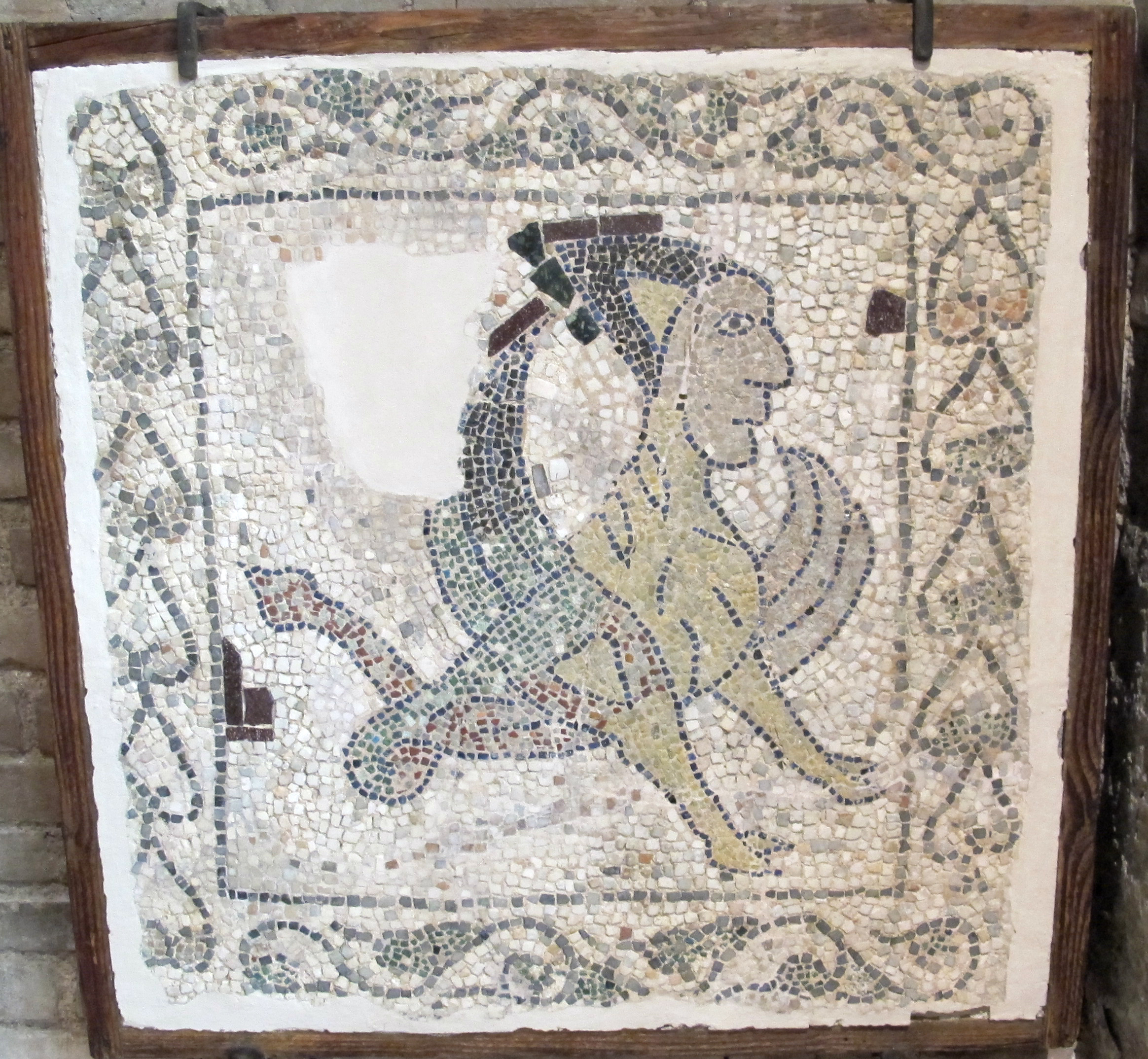
Una lamia in frammento di mosaico pavimentale del XIII secolo, nella chiesa di San Giovanni Evangelista a Ravenna

Agli albori del Medioevo, lamia figurava ormai non più come una singola figura individualizzata, ma come termine generalizzato riferito a un insieme di creature, e pertanto si trova attestato anche al plurale (lamiai o, latinizzato, lamiae), diventando in pratica sinonimo di strega.

## Interpretazioni moderne
I moderni studiosi si sono occupati della figura di Lamia, servendosi anche della mitologia comparata.
La figura è stata messa in relazione con l'archetipo della dea della notte o dea-uccello (cfr. il rilievo Burney e reperti simili provenienti dal Vicino Oriente), al quale sarebbero pertinenti anche Ištar, Atargatis e Atena. La connessione con la notte (per associazione: magia, soprannaturale, mistero, ma anche morte, fenomeni inspiegabili e così via) spiega, almeno in parte, l'ambivalenza di sentimenti nei confronti della lamia. Altro elemento da tener presente è il processo di autentica demonizzazione o mistificazione subìto da numerose figure di divinità o semi-divinità antiche, in specie dalla fine del mondo classico in poi. In altri termini, non è da escludere che qualcosa di analogo abbia preso forma anche a proposito della lamia, determinando nella cultura popolare una serie di credenze e precauzioni superstiziose da prendere per difendersi da essa (in molti casi la superstizione si qualifica come insieme confuso e volgarizzato di superstiti lacerti di paganesimo). L'idea della bellezza legata a un collocarsi, da parte di questa figura, al di fuori delle leggi morali, quella del sale come mezzo capace di uccidere la lamia, richiamano credenze relative alle cosiddette streghe. Ad esempio, ve n'era una secondo cui bisognava cospargere le panche della chiesa di sale grosso: quelle streghe che, nascondendo la propria vera natura si fossero sedute fingendo di presenziare alla cerimonia religiosa, sarebbero inevitabilmente rimaste attaccate alle panche. Insomma: strega, lamia/vampiro, empusa e altre creature soprannaturali (o a metà tra il naturale e il divino) sono ampiamente presenti nella cultura occidentale, avendo resistito ai mutamenti religiosi; probabilmente riconducibili a un medesimo immaginario e àmbito spirituale (quello di dea collegata alla notte, appunto). Curiosamente lamia appare simile a una creatura del folklore baltico dal nome simile, Laumė, cui la accomuna anche la tendenza ad uccidere le giovani vittime di cui si nutre facendo loro il solletico, affinché, secondo la tradizione, neanche una goccia del sangue di cui la creatura si nutre vada perduta.
Secondo alcuni commentatori, Lamia sarebbe da identificare in Ecate, il cui primo nome fu 'angellos' (Lamia venne anche appellata Gello).

## Nella cultura successiva
- La figura mitologica di Lamia fu reinterpretata dal poeta romantico inglese John Keats nel 1820 tramite il poema omonimo.
- Le lamie vengono citate nel concept album dei Genesis The Lamb Lies Down on Broadway; esse vengono rappresentate come creature femminili dal corpo "simile al serpente" e seducono il protagonista Rael nel tentativo di divorarlo, ma non appena "assaggiano" il corpo di Rael, il sangue che entra nel corpo delle lamie ne provoca la morte.
- La canzone Prodigal Son dall'album Killers degli Iron Maiden contiene una preghiera a Lamia.
- Nel film horror Drag Me to Hell di Sam Raimi la Lamia è uno spirito malvagio con la parte inferiore del corpo e la testa da caprone, non è visibile la conformazione del busto anche se si può supporre che sia anch'esso da caprone, e denti aguzzi il cui compito è quello di portare all'inferno l'anima della persona maledetta dopo 3 giorni.
- Nella puntata 6x04 del telefilm Supernatural la lamia è di origine greca. Strappa il cuore delle vittime con degli artigli e poi ne succhia tutto il sangue. La si uccide o con un coltello d'argento benedetto da un prete o dandole fuoco dopo averle gettato addosso un misto di sale e rosmarino.
- Nella saga di romanzi La setta dei vampiri, scritta da Lisa Jane Smith, le lamie sono persone nate vampiri, senza essere stati morsi. Sono immortali, possono avere figli e possono trasformare le persone in vampiri. Sono immuni a tutte le sostanze, tranne che al legno. Al contrario dei loro simili che invece sono stati morsi, le lamie invecchiano, ma possono decidere di interrompere la loro crescita quando vogliono e mantenere la stessa età per sempre.
- Nella puntata 4x08 del telefilm Merlin, Merlino si scontra con la Lamia, una creatura dell'Antica Religione mezza donna e mezza serpente, in grado di avvelenare chiunque passasse sotto il suo fatale tocco e in grado di controllare la mente degli uomini, rendendoli suoi succubi.
- Nella puntata 1x20 del telefilm Relic Hunter, Sydney e Nigel affrontano una setta di donne vampiro che fanno parte di un culto dedito a Lamia.
- Nel celebre fumetto Dylan Dog, nel numero 8 del fumetto Maxi, pubblicato nel luglio 2005, nell'episodio Autocombustione, gli antagonisti sono le Lamie, demoni per metà donna e per metà serpente, che vagano per la terra fino a quando non trovano una donna che si uccide per amore. A quel punto la Lamia può impossessarsi della ragazza e uccidere giovani uomini sulla Terra, attirandoli con la loro bellezza, e facendoli bruciare dall'interno.
- Nel videogioco Tales of Symphonia, la Lamie sono dei nemici, con caratteristiche simili alle Meduse (altri nemici del gioco) ma meno potenti. Infatti, entrambe le tipologie possono pietrificare i protagonisti.
- Nel videogioco Hippodrome una lamia è il primo avversario selezionabile.
- Nel film Stardust, la strega antagonista si chiama Lamia.
- Nel videogioco Final Fantasy 9, la Lamia è un nemico comune che si incontra lungo la strada.
- Nel manga Monster Musume le lamie sono figure femminili il cui corpo di donna termina all'altezza dei fianchi, da cui prosegue una possente coda serpentina; sono creature a sangue freddo e tuttavia focose, che per riprodursi devono accoppiarsi con un essere umano, essendo la loro razza priva di una controparte maschile. Una delle protagoniste femminili è una Lamia di nome Miia.
- Il nome italiano di una educatrice presente ne I Cavalieri dello zodiaco è Lamia.
- È rappresentata nella serie televisiva del 2020 Raised by Wolves - Una nuova umanità, prodotta da Ridley Scott come un androide da guerra (di tipo negromante) riconvertito ad altre funzioni. Fra le sue caratteristiche, anche quella di cavarsi i bulbi oculari da sola per sostituirli con altri a seconda delle necessità.
- Nel singolo del 2021 Exuvia, del rapper italiano Caparezza, Lamia viene citata proprio per la caratteristica di poter rimuovere i propri occhi dalle orbite. L'exuvia è infatti un processo biologico di alcuni insetti, che ad un certo punto della loro vita cambiano il loro esoscheletro. Il rapper intende infatti il suo nuovo disco come una rinascita ed evoluzione personale e artistica.